# Natascha Wegelin
Natascha Wegelin (* 1985 im Ruhrgebiet; Pseudonym: Madame Moneypenny) ist eine deutsche Bloggerin, Autorin und Unternehmerin.

## Leben
Als Natascha Wegelin nach ihrem BWL-Studium keinen Job fand, gründete sie mit 26 Jahren zusammen mit einem Kommilitonen ihr erstes eigenes Unternehmen, das Portal wg-suche.de. Einen Teil dieses Unternehmens verkaufte sie im April 2017 an ImmobilienScout24.
Wegelin ist durch ihren Finanz-Podcast und Blog Madame Moneypenny (seit 2016) sowie ihr Sachbuch zum Thema finanzielle Unabhängigkeit für Frauen bekannt. Sie gibt Frauen Ratschläge zu den Themen Finanzen und Vorsorge. Unter anderem plädiert sie für das 3-Konten-Modell für Paare, das aus einem Gemeinschaftskonto und je einem eigenen Konto fürs Taschengeld besteht sowie für Anlagen in ETFs.

## Rezeption
Sie war mit dem Ratgeber Madame Moneypenny – Wie Frauen ihre Finanzen selbst in die Hand nehmen können, der im Rowohlt Verlag im August 2018 erschien, 27 Wochen in den Spiegel-Bestsellerlisten vertreten. Angeregt von ihrem Blog Madame Moneypenny treffen sich in einigen Städten Frauen, um untereinander über Finanzanlagen zu sprechen.

## Kritik
Im Frühjahr 2022 hat sich die Zeitung Die Welt kritisch mit dem Geschäftsgebaren der Madame Moneypenny auseinandergesetzt. So verkaufe Wegelin ein Mentoring-Programm für einen „mittleren vierstelligen Betrag“, biete dafür allerdings kein persönliches Mentoring, sondern nur Gruppentermine mit mehreren Teilnehmerinnen. Die Verbraucherzentrale Hamburg nennt die Kosten für das Programm „überteuert“.

## Veröffentlichungen
- Bali statt Bochum – Wie jede Frau ihr Ticket in die finanzielle Unabhängigkeit löst. (E-Book 2018)
- Madame Moneypenny – Wie Frauen ihre Finanzen selbst in die Hand nehmen können. Rowohlt, Reinbek bei Hamburg 2018, ISBN 978-3-499-63374-4